# Disavowed
Disavowed ist eine Death-Metal-Band aus der niederländischen Provinz Nordbrabant, die sich im Jahr 2000 aus den Überresten von Nocturnal Silence gebildet hat. Sie sind vergleichbar mit Bands wie Suffocation, Pyrexia, Vader oder Dying Fetus, welche sie sich stilistisch auch als Vorbild nehmen.

## Bandgeschichte
2000 beschloss die Band, damals noch unter dem Namen Nocturnal Silence, einen Neuanfang zu starten und sich neu zu formatieren. Sie wollten fortan mehr brutaleren und besser strukturierten Death Metal spielen. Noch im selben Jahr wurde die Demo „Point Of Few“ wurde das amerikanische Label Unique Leader Records auf die Band aufmerksam und nahm sie unter Vertrag.
Im Jahr 2001 erschien das erste Studioalbum Perceptive Deception. 2002 starteten sie eine 5-wöchige Tour durch die USA und Kanada und ein Jahr später eine vierwöchige Tournee durch Europa. Im Sommer 2005 musste Drummer Robbe Vrijenhoek wegen einer schweren Handverletzung die Band verlassen und wurde darauf von Schlagzeuger Dirk Janssen ersetzt. Es folgten weitere Shows, unter anderem in Japan und Hongkong. Im Mai 2006 verließ Dirk Janssen überraschend wieder die Band und Romain Goulon nahm seinen Platz am Schlagzeug ein.
Nach einigen Festivals im Sommer desselben Jahres begann die Band mit den Aufnahmen zum zweiten Album Stagnated Existence. Um ihr Album zu vermarkten, gingen sie im März 2007 zusammen mit Cannibal Corpse auf ihre ebenfalls zweite Europa-Tour. Am 10. Oktober 2007 erschien anschließend Stagnated Existence beim niederländischen Indie-Label Neurotic Records, welches im Gegensatz zum Debütalbum noch brutaler war. Zudem erschienen sie in einer Ausgabe vom niederländischen Metal-Magazin Aardschok. Es folgten daraufhin weitere Shows, so wie eine Zusage für das Maryland Deathfest, welche aber anschließend abgesagt wurde. Im September gab die Band bekannt, dass Romain Goulon zu Necrophagist gewechselt ist und ein neuer Drummer gesucht werde. Ein halbes Jahr später wurde Morten Løwe als neuer Schlagzeuger genannt, woraufhin sie unter anderem mit der kanadischen Band Beneath the Massacre auf Tour gingen. Doch dieser blieb nicht lange und verließ die Band bereits im Sommer 2009. Ein Drei-Viertel-Jahr später wurde Kevin Foley als neues Mitglied am Schlagzeug bekannt gegeben, mit dem sie im August 2010 am Mountains of Death in der Schweiz teilnahmen. Der Auftritt im Juni 2010 für das Death Feast Open Air musste abgesagt werden.

## Diskografie

### Alben
- 2001: Perceptive Deception
- 2007: Stagnated Existence
- 2020: Revocation of the Fallen

### Demos und EPs
- 1998: Plateau (Demo) (als Nocturnal Silence)
- 2000: Point Of Few (Demo)